# Roodvleugelsprinkhaan
De roodvleugelsprinkhaan (Oedipoda germanica) is een rechtvleugelig insect uit de familie veldsprinkhanen (Acrididae), onderfamilie Oedipodinae.

## Afbeeldingen

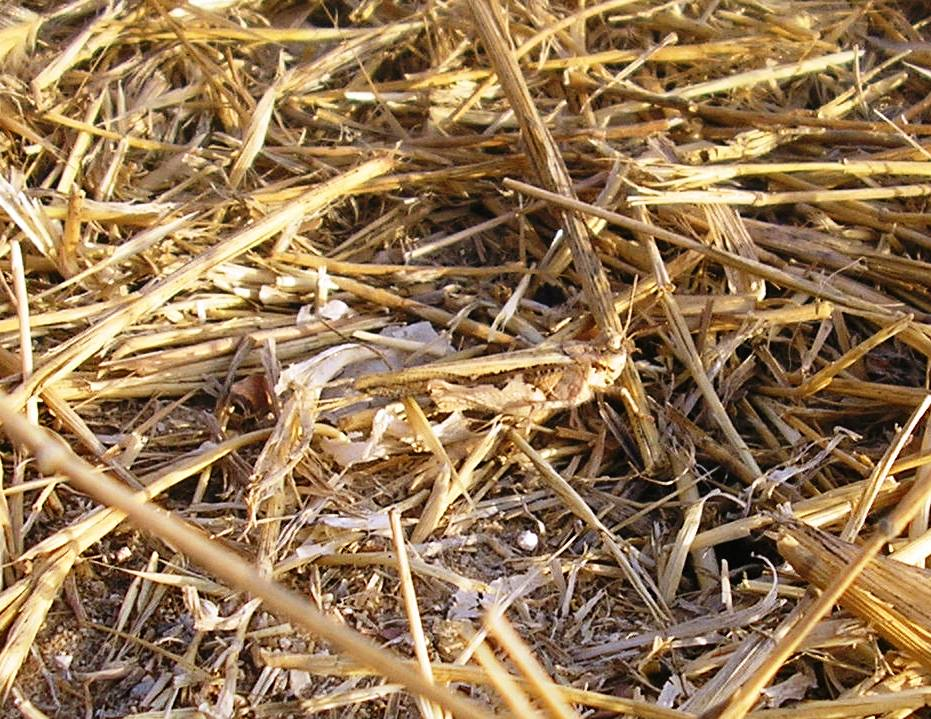
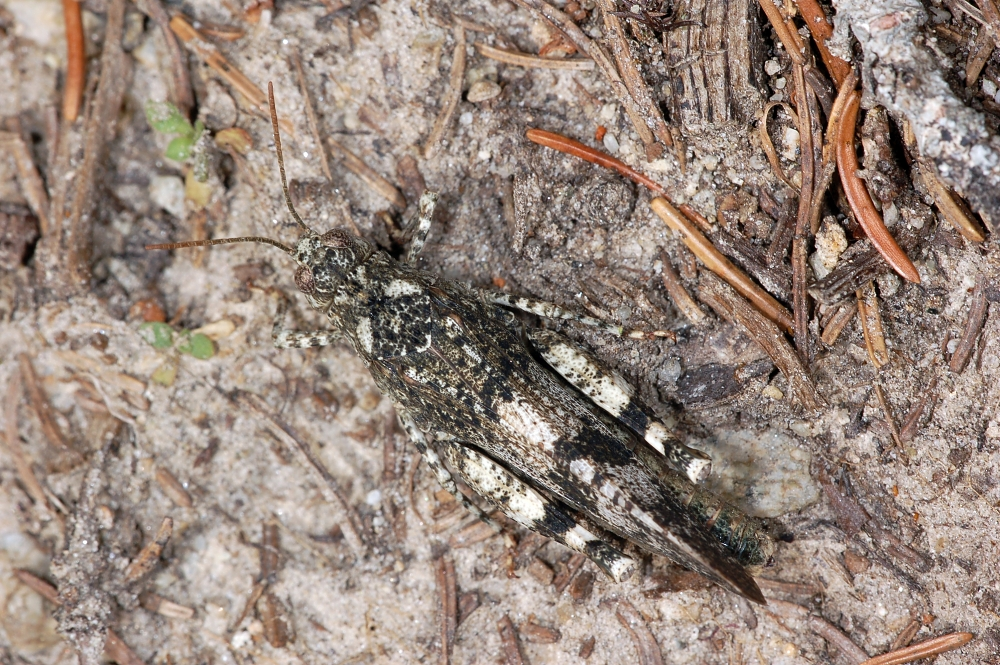
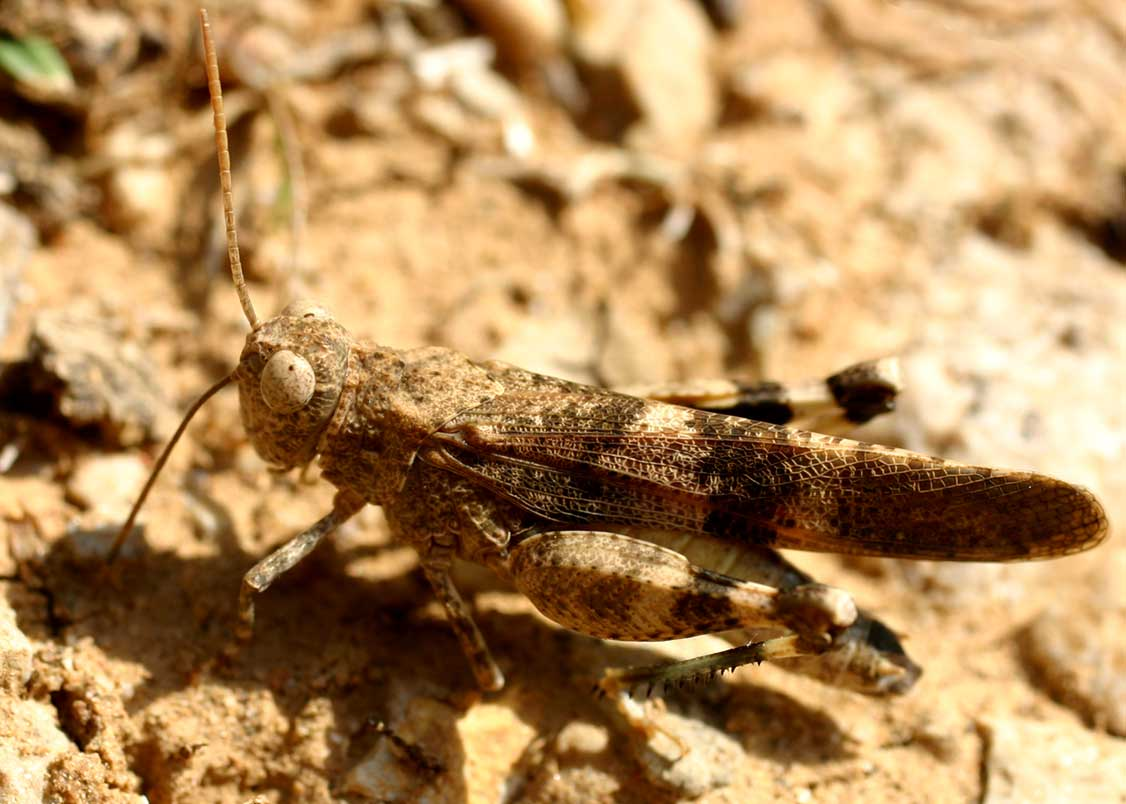

## Kenmerken
Mannetjes bereiken een lengte van 15 tot 22 millimeter, de vrouwtjes zijn 22 tot 30 millimeter lang. Het lichaam is grijs tot bruin, de voorvleugels en poten zijn donker gebandeerd. De sprinkhaan is gemakkelijk te herkennen aan de helder rode vleugels die voorzien zijn van een zwarte rand. Het halsschild heeft een duidelijke dwarsgroef en eindigt in een punt. Een andere soort met rode vleugels, de klappersprinkhaan, heeft geen brede zoom rond de vleugel maar slechts een zwarte vlek en heeft daarnaast een verhoogd halsschild zonder dwarsgroef.

## Verspreiding
In Nederland en België komt deze soort niet voor, in België is een waarneming bekend uit 1984 in de buurt van Nismes. Het is een Zuid-Europese soort die in delen van Frankrijk en Duitsland is uitgestorven. Zijn habitat bestaat uit rotsige, stenige en kale zonbeschenen terreinen zoals steengroeven en rotshellingen.

## Levenswijze
De roodvleugelsprinkhaan is te zien van juli tot september en laat zich vooral zien tussen negen uur in de ochtend tot zeven uur in de avond. Er wordt geen geluid gemaakt.